# Toufik Mekhalfi
Toufik Mekhalfi (* 30. Januar 2002 in Toulouse) ist ein französischer Squashspieler.

## Karriere
Toufik Mekhalfi spielte 2018 erstmals und seit 2021 regelmäßig auf der PSA Squash Tour und gewann auf dieser bislang drei Titel. Den ersten Titel gewann er in der Saison 2020/21 im März in Annecy. 2024 wurde Mekhalfi erstmals in die französische Nationalmannschaft berufen und nahm mit ihr an den Europameisterschaften teil. Nach einer Finalniederlage gegen England wurde Mekhalfi mit der Mannschaft Vizeeuropameister.
Seine nächsten Turniersiege auf der Squash Tour gelangen Mekhalfi in der Saison 2024/25, als er zunächst im November 2024 in Bordeaux siegreich blieb und dann auch im März 2025 das Turnier in Odense gewann. Mit der Nationalmannschaft wurde er 2025 nach einer erneuten Endspielniederlage gegen England zum zweiten Mal Vizeeuropameister. Seine höchste Platzierung in der Weltrangliste erreichte er mit Rang 68 am 21. April 2025.

## Erfolge
- Vizeeuropameister mit der Mannschaft: 2024, 2025
- Gewonnene PSA-Titel: 3